# Clase Gridley
Los destructores de la clase Gridley fueron una clase de cuatro destructores de 1500 toneladas de la Armada de los Estados Unidos. Eran parte de una serie de destructores de la USN limitados a 1.500 toneladas de desplazamiento estándar por el Tratado Naval de Londres y construidos en la década de 1930. Los dos primeros barcos se establecieron el 3 de junio de 1935 y se pusieron en servicio en 1937. Los dos segundos se establecieron en marzo de 1936 y se pusieron en servicio en 1938. 
Basados en los destructores de la clase Mahan anteriores con maquinaria algo diferente, tenían el mismo casco pero tenía solo una pila y montaba dieciséis tubos de torpedos de 21 pulgadas (533 mm), un aumento de cuatro. Para compensar el aumento del peso del armamento de torpedos, el armamento de los cañones se redujo ligeramente de cinco cañones de calibre 5"/38 (127 mm) a cuatro. El USS Maury (DD-401) logró la velocidad de prueba más alta jamás registrada para un destructor de la Armada de los Estados Unidos, 42,8 nudos. Los cuatro barcos sirvieron extensamente en la Segunda Guerra Mundial, especialmente en las Islas Salomón y la Batalla del Mar de Filipinas, y Maury recibió una Mención de Unidad Presidencial.

## Unidades
- USS Gridley (DD-380) (1937-1947)
- USS Craven (DD-382) (1937-1947)
- USS McCall (DD-400) (1938-1947)
- USS Maury (DD-401) (1938-1946)